# Winta McGrath
Winta McGrath Chapman (Melbourne, 9 de agosto de 2005) es un actor australiano. 
Hijo de un anestesista, Craig McGrath, y una destacada neurocientífica, Heidi Chapman. Es el menor de tres hermanos, Gulliver y Zenn McGrath, también actores. Se crio en Melbourne pero luego la familia se mudó a Reino Unido durante su infancia.
Comenzó su carrera actoral a los 9 años de edad. En 2014, interpretó a Gully en la película Aloft junto a Jennifer Connelly y Cillian Murphy, y dirigida por Claudia Llosa. De 2016 a 2021 interpretó a Floyd en la serie de televisión australiana Doctor Doctor. En 2016 interpretó a Nicholas Carter en la película australiana Red Dog: True Blue. Tuvo apariciones menores en la película Boys in the Trees (2016) y en el cortometraje australiano Risen (2020). Desde 2020 interpreta a Campion en la serie original estadounidense de ciencia ficción de HBO Max, Raised by Wolves, por el que fue nominado en 2021 a los premios Young Artist a mejor artista principal en una serie de televisión.